# Serie A 2018-2019 (calcio femminile)
L'edizione 2018-2019 è stata la cinquantaduesima edizione del campionato italiano di Serie A di calcio femminile. Il campionato è iniziato il 21 settembre 2018 e si è concluso il 20 aprile 2019. La Juventus ha vinto il campionato per la seconda stagione consecutiva.

## Stagione

### Novità
Dalla Serie A 2017-2018 sono state retrocesse in Serie B l'Empoli e il San Zaccaria, quest'ultima sconfitta nello spareggio contro il Pink Sport Time. Dalla Serie B 2017-2018 sono state promosse l'Orobica e la Florentia.
Il Brescia ha ceduto il proprio titolo sportivo per la partecipazione al campionato di Serie A al neonato Milan, sezione femminile dell'A.C. Milan. Analogamente, la Res Roma ha ceduto il proprio titolo sportivo alla neonata Roma, sezione femminile dell'A.S. Roma.
Rispetto alla stagione 2017-2018 l'A.S.D. AGSM Verona C.F. ha cambiato denominazione in A.S.D. Verona Women, mentre la Fimauto Valpolicella C.F. S.S.D. ha cambiato denominazione in S.S.D. ChievoVerona Valpo. Il 18 settembre 2018, pochi giorni prima dell'inizio del campionato, la FIGC ha ratificato la cessione del titolo sportivo del Verona Women alla società Women Hellas Verona S.S.D., sezione femminile dell'Hellas Verona F.C.

### Formato
Le 12 squadre partecipanti si affrontano in un girone all'italiana con partite di andata e ritorno per un totale di 22 giornate. La squadra prima classificata è campione d'Italia. Accedono alla UEFA Women's Champions League 2019-2020 le prime due classificate. Retrocedono direttamente in Serie B le squadre classificate alle ultime due posizioni.

### Avvenimenti
Sul finire della stagione 2017-2018 la FIGC aveva annunciato che l'organizzazione dei campionati di Serie A e di Serie B femminili sarebbe passata dalla Lega Nazionale Dilettanti alla Divisione Calcio Femminile, direttamente gestita dalla FIGC. E all'avvio della stagione 2018-2019 la stessa FIGC aveva emanato le disposizioni disciplinanti le due competizioni organizzate dalla Divisione Calcio Femminile. Il 26 luglio 2018 la Corte Federale d'Appello della FIGC ha accolto il ricorso della LND avverso alla delibera FIGC, restituendo l'organizzazione di Serie A e Serie B alla stessa LND. Il 7 settembre 2018 il Collegio di Garanzia del CONI ha accolto il ricorso della FIGC e delle squadre, riassegnando l'organizzazione del campionato alla Divisione Calcio Femminile gestita direttamente dalla stessa FIGC.
Il 24 marzo 2019, in occasione della "sfida scudetto" tra Juventus e Fiorentina, si è registrato il record italiano assoluto di spettatori per una partita di calcio femminile, settimo a livello mondiale, con 39.027 presenze all'Allianz Stadium di Torino. Il 20 aprile, battendo il Verona per 3-0 nell'ultima giornata di campionato, la Juventus conquista il 2º titolo della sua storia, nonché 2° consecutivo.

## Squadre partecipanti
| Club               | Stagione | Città           | Stadio                                       | Stagione precedente   |
| ------------------ | -------- | --------------- | -------------------------------------------- | --------------------- |
| ChievoVerona Valpo | dettagli | Verona          | Stadio Aldo Olivieri                         | 6º posto in Serie A   |
| Fiorentina         | dettagli | Firenze         | Stadio comunale Gino Bozzi                   | 3º posto in Serie A   |
| Florentia          | dettagli | Firenze         | Stadio Goffredo Del Buffa (Figline Valdarno) | 1º posto in Serie B/A |
| Juventus           | dettagli | Torino          | Juventus Training Center (Vinovo)            | Campione d'Italia     |
| Milan              | dettagli | Milano          | Centro Sportivo Vismara                      | -                     |
| Mozzanica          | dettagli | Mozzanica (BG)  | Stadio comunale di Mozzanica                 | 5º posto in Serie A   |
| Orobica            | dettagli | Bergamo         | Centro Sportivo Facchetti (Cologno al Serio) | 1º posto in Serie B/B |
| Pink Sport Time    | dettagli | Bari            | Stadio Antonio Antonucci (Bitetto)           | 10º posto in Serie A  |
| Roma               | dettagli | Roma            | Stadio Tre Fontane                           | -                     |
| Sassuolo           | dettagli | Sassuolo (MO)   | Stadio comunale Mirabello (Reggio Emilia)    | 9º posto in Serie A   |
| Tavagnacco         | dettagli | Tavagnacco (UD) | Stadio comunale                              | 4º posto in Serie A   |
| Verona             | dettagli | Verona          | Stadio Aldo Olivieri                         | -                     |

## Allenatori e primatisti
| Squadra            | Allenatore                                          | Giocatrice più presente (tra parentesi il numero delle presenze)  | Capocannoniere (tra parentesi il numero dei gol segnati) |
| ------------------ | --------------------------------------------------- | ----------------------------------------------------------------- | -------------------------------------------------------- |
| ChievoVerona Valpo | Diego Zuccher (1ª-10ª) Emiliano Bonazzoli (11ª-22ª) | Valentina Boni, Michela Ledri, Valeria Pirone (22)                | Stefania Tarenzi (13)                                    |
| Fiorentina         | Antonio Cincotta                                    | Greta Adami, Ilaria Mauro (21)                                    | Lana Clelland, Ilaria Mauro (12)                         |
| Florentia          | Stefano Carobbi                                     | Evelyn Vicchiarello (22)                                          | Deborah Salvatori Rinaldi (11)                           |
| Juventus           | Rita Guarino                                        | Eniola Aluko, Arianna Caruso (22)                                 | Eniola Aluko (14)                                        |
| Milan              | Carolina Morace                                     | Lisa Alborghetti, Daniela Sabatino (22)                           | Valentina Giacinti (21)                                  |
| Mozzanica          | Michele Ardito                                      | Diede Lemey, Daniela Stracchi (22)                                | Maegan Kelly (8)                                         |
| Orobica            | Marianna Marini                                     | Luana Merli, Chiara Poeta (22)                                    | Luana Merli (6)                                          |
| Pink Sport Time    | Roberto D'Ermilio                                   | Erika Santoro (22)                                                | Paloma Lázaro (6)                                        |
| Roma               | Elisabetta Bavagnoli                                | Elisa Bartoli, Rosalia Pipitone, Annamaria Serturini (22)         | Annamaria Serturini (11)                                 |
| Sassuolo           | Gianpiero Piovani                                   | Claudia Ferrato, Tecla Pettenuzzo (22)                            | Claudia Ferrato (8)                                      |
| Tavagnacco         | Marco Rossi                                         | Kaja Eržen, Caterina Ferin, Gloria Frizza (22)                    | Heidi Kollanen (6)                                       |
| Verona             | Sara Di Filippo                                     | Caterina Ambrosi, Bianca Giulia Bardin, Dessislava Eva Dupuy (22) | Dessislava Eva Dupuy (8)                                 |

## Classifica finale
Fonte: sito ufficiale FIGC.
|  | Pos. | Squadra            | Pt | G  | V  | N | P  | GF | GS | DR  |
|  | ---- | ------------------ | -- | -- | -- | - | -- | -- | -- | --- |
|  | 1.   | Juventus           | 56 | 22 | 18 | 2 | 2  | 63 | 8  | +55 |
|  | 2.   | Fiorentina         | 55 | 22 | 18 | 1 | 3  | 70 | 13 | +57 |
|  | 3.   | Milan              | 51 | 22 | 16 | 3 | 3  | 54 | 21 | +33 |
|  | 4.   | Roma               | 36 | 22 | 11 | 3 | 8  | 43 | 30 | +13 |
|  | 5.   | Sassuolo           | 33 | 22 | 9  | 6 | 7  | 37 | 31 | +6  |
|  | 6.   | Mozzanica          | 33 | 22 | 9  | 6 | 7  | 30 | 29 | +1  |
|  | 7.   | Florentia          | 30 | 22 | 9  | 3 | 10 | 31 | 39 | -8  |
|  | 8.   | Tavagnacco         | 24 | 22 | 6  | 6 | 10 | 26 | 43 | -17 |
|  | 9.   | ChievoVerona Valpo | 20 | 22 | 6  | 2 | 14 | 32 | 64 | -32 |
|  | 10.  | Verona             | 19 | 22 | 6  | 1 | 15 | 31 | 47 | -16 |
|  | 11.  | Pink Sport Time    | 15 | 22 | 4  | 3 | 15 | 18 | 59 | -41 |
|  | 12.  | Orobica            | 5  | 22 | 1  | 2 | 19 | 13 | 64 | -51 |

Legenda:
      Campione d'Italia e ammessa alla UEFA Women's Champions League 2019-2020.
      Ammessa alla UEFA Women's Champions League 2019-2020.
      Retrocesse in Serie B 2019-2020.
Note:
Tre punti a vittoria, uno a pareggio, zero a sconfitta.
In caso di arrivo di due o più squadre a pari punti, la graduatoria verrà stilata secondo la classifica avulsa tra le squadre interessate che prevede, in ordine, i seguenti criteri:
- Punti negli scontri diretti
- Differenza reti negli scontri diretti
- Differenza reti generale
- Reti realizzate in generale
- Sorteggio

## Risultati

### Tabellone
|                    | CVV  | Fio  | Flo  | Juv  | Mil  | Moz  | Oro  | PST  | Rom  | Sas  | Tav  | Ver  |
| ------------------ | ---- | ---- | ---- | ---- | ---- | ---- | ---- | ---- | ---- | ---- | ---- | ---- |
| ChievoVerona Valpo | –––– | 0-5  | 5-0  | 0-2  | 2-5  | 2-2  | 3-1  | 2-1  | 0-5  | 1-1  | 2-3  | 0-1  |
| Fiorentina         | 2-0  | –––– | 4-2  | 0-2  | 4-0  | 6-1  | 6-0  | 8-0  | 2-1  | 4-1  | 2-0  | 3-0  |
| Florentia          | 2-1  | 0-3  | –––– | 0-3  | 1-1  | 0-2  | 3-1  | 3-0  | 1-2  | 1-1  | 2-3  | 3-1  |
| Juventus           | 6-0  | 1-0  | 3-0  | –––– | 2-0  | 1-1  | 5-0  | 5-0  | 1-0  | 4-0  | 5-0  | 5-1  |
| Milan              | 1-2  | 3-2  | 1-0  | 3-0  | –––– | 0-0  | 3-1  | 8-0  | 4-1  | 5-2  | 1-0  | 2-0  |
| Mozzanica          | 5-1  | 0-6  | 1-2  | 0-0  | 0-2  | –––– | 4-0  | 1-0  | 0-2  | 0-2  | 2-2  | 0-1  |
| Orobica            | 0-3  | 0-2  | 0-2  | 0-5  | 0-1  | 0-2  | –––– | 1-1  | 2-3  | 0-3  | 3-3  | 1-0  |
| Pink Sport Time    | 3-1  | 0-2  | 0-2  | 1-3  | 0-6  | 2-3  | 4-1  | –––– | 0-1  | 0-4  | 0-0  | 2-1  |
| Roma               | 7-1  | 0-0  | 3-1  | 0-4  | 1-2  | 0-3  | 3-0  | 1-1  | –––– | 2-1  | 2-2  | 2-1  |
| Sassuolo           | 0-1  | 0-2  | 0-1  | 2-1  | 2-2  | 0-0  | 3-0  | 3-0  | 3-2  | –––– | 1-1  | 4-1  |
| Tavagnacco         | 3-2  | 0-1  | 2-3  | 0-2  | 1-3  | 0-2  | 1-0  | 2-1  | 0-5  | 1-1  | –––– | 1-0  |
| Verona             | 9-3  | 2-6  | 2-2  | 0-3  | 0-1  | 0-1  | 4-2  | 1-2  | 1-0  | 2-3  | 3-1  | –––– |

### Calendario
| andata (1ª) | andata (1ª) | 1ª giornata                 | ritorno (12ª) | ritorno (12ª) |
|             |             |                             |               |               |
| 21 set.     | 6-1         | Fiorentina-Mozzanica        | 6-0           | 5 gen.        |
| 23 set.     | 6-0         | Juventus-ChievoVerona Valpo | 2-0           | 6 gen.        |
| 22 set.     | 0-6         | Pink Sport Time-Milan       | 0-8           | 5 gen.        |
| 22 set.     | 3-2         | Sassuolo-Roma               | 1-2           | 6 gen.        |
| 22 set.     | 1-0         | Tavagnacco-Orobica          | 3-3           | 5 gen.        |
| 22 set.     | 2-2         | Verona-Florentia            | 1-3           | 5 gen.        |

| andata (2ª) | andata (2ª) | 2ª giornata                        | ritorno (13ª) | ritorno (13ª) |
|             |             |                                    |               |               |
| 24 ott.     | 2-1         | ChievoVerona Valpo-Pink Sport Time | 1-3           | 12 gen.       |
| 29 set.     | 0-3         | Florentia-Juventus                 | 0-3           | 12 gen.       |
| 30 set.     | 3-2         | Milan-Fiorentina                   | 0-4           | 13 gen.       |
| 29 set.     | 0-2         | Mozzanica-Sassuolo                 | 0-0           | 12 gen.       |
| 24 ott.     | 1-0         | Orobica-Verona                     | 2-4           | 12 gen.       |
| 31 ott.     | 2-2         | Roma-Tavagnacco                    | 5-0           | 12 gen.       |

| andata (1ª) | andata (1ª) | 1ª giornata                 | ritorno (12ª) | ritorno (12ª) |
|             |             |                             |               |               |
| 21 set.     | 6-1         | Fiorentina-Mozzanica        | 6-0           | 5 gen.        |
| 23 set.     | 6-0         | Juventus-ChievoVerona Valpo | 2-0           | 6 gen.        |
| 22 set.     | 0-6         | Pink Sport Time-Milan       | 0-8           | 5 gen.        |
| 22 set.     | 3-2         | Sassuolo-Roma               | 1-2           | 6 gen.        |
| 22 set.     | 1-0         | Tavagnacco-Orobica          | 3-3           | 5 gen.        |
| 22 set.     | 2-2         | Verona-Florentia            | 1-3           | 5 gen.        |

| andata (2ª) | andata (2ª) | 2ª giornata                        | ritorno (13ª) | ritorno (13ª) |
|             |             |                                    |               |               |
| 24 ott.     | 2-1         | ChievoVerona Valpo-Pink Sport Time | 1-3           | 12 gen.       |
| 29 set.     | 0-3         | Florentia-Juventus                 | 0-3           | 12 gen.       |
| 30 set.     | 3-2         | Milan-Fiorentina                   | 0-4           | 13 gen.       |
| 29 set.     | 0-2         | Mozzanica-Sassuolo                 | 0-0           | 12 gen.       |
| 24 ott.     | 1-0         | Orobica-Verona                     | 2-4           | 12 gen.       |
| 31 ott.     | 2-2         | Roma-Tavagnacco                    | 5-0           | 12 gen.       |

| andata (3ª) | andata (3ª) | 3ª giornata                  | ritorno (14ª) | ritorno (14ª) |
|             |             |                              |               |               |
| 5 feb.      | 8-0         | Fiorentina-Pink Sport Time   | 2-0           | 26 gen.       |
| 14 ott.     | 2-1         | Florentia-ChievoVerona Valpo | 0-5           | 26 gen.       |
| 31 ott.     | 5-0         | Juventus-Orobica             | 5-0           | 26 gen.       |
| 14 ott.     | 2-2         | Sassuolo-Milan               | 2-5           | 27 gen.       |
| 14 ott.     | 0-2         | Tavagnacco-Mozzanica         | 2-2           | 26 gen.       |
| 14 ott.     | 1-0         | Verona-Roma                  | 1-2           | 26 gen.       |

| andata (4ª) | andata (4ª) | 4ª giornata                   | ritorno (15ª) | ritorno (15ª) |
|             |             |                               |               |               |
| 20 ott.     | 0-5         | ChievoVerona Valpo-Fiorentina | 0-2           | 2 feb.        |
| 20 ott.     | 1-0         | Milan-Tavagnacco              | 3-1           | 2 feb.        |
| 20 ott.     | 0-1         | Mozzanica-Verona              | 1-0           | 2 feb.        |
| 20 ott.     | 0-2         | Orobica-Florentia             | 1-3           | 2 feb.        |
| 20 ott.     | 0-4         | Pink Sport Time-Sassuolo      | 0-3           | 12 mar.       |
| 21 ott.     | 0-4         | Roma-Juventus                 | 0-1           | 3 feb.        |

| andata (3ª) | andata (3ª) | 3ª giornata                  | ritorno (14ª) | ritorno (14ª) |
|             |             |                              |               |               |
| 5 feb.      | 8-0         | Fiorentina-Pink Sport Time   | 2-0           | 26 gen.       |
| 14 ott.     | 2-1         | Florentia-ChievoVerona Valpo | 0-5           | 26 gen.       |
| 31 ott.     | 5-0         | Juventus-Orobica             | 5-0           | 26 gen.       |
| 14 ott.     | 2-2         | Sassuolo-Milan               | 2-5           | 27 gen.       |
| 14 ott.     | 0-2         | Tavagnacco-Mozzanica         | 2-2           | 26 gen.       |
| 14 ott.     | 1-0         | Verona-Roma                  | 1-2           | 26 gen.       |

| andata (4ª) | andata (4ª) | 4ª giornata                   | ritorno (15ª) | ritorno (15ª) |
|             |             |                               |               |               |
| 20 ott.     | 0-5         | ChievoVerona Valpo-Fiorentina | 0-2           | 2 feb.        |
| 20 ott.     | 1-0         | Milan-Tavagnacco              | 3-1           | 2 feb.        |
| 20 ott.     | 0-1         | Mozzanica-Verona              | 1-0           | 2 feb.        |
| 20 ott.     | 0-2         | Orobica-Florentia             | 1-3           | 2 feb.        |
| 20 ott.     | 0-4         | Pink Sport Time-Sassuolo      | 0-3           | 12 mar.       |
| 21 ott.     | 0-4         | Roma-Juventus                 | 0-1           | 3 feb.        |

| andata (5ª) | andata (5ª) | 5ª giornata                | ritorno (16ª) | ritorno (16ª) |
|             |             |                            |               |               |
| 27 ott.     | 1-2         | Florentia-Roma             | 1-3           | 9 feb.        |
| 27 ott.     | 1-1         | Juventus-Mozzanica         | 0-0           | 9 feb.        |
| 27 ott.     | 0-3         | Orobica-ChievoVerona Valpo | 1-3           | 9 feb.        |
| 27 ott.     | 0-2         | Sassuolo-Fiorentina        | 1-4           | 9 feb.        |
| 27 ott.     | 2-1         | Tavagnacco-Pink Sport Time | 0-0           | 9 feb.        |
| 28 ott.     | 0-1         | Verona-Milan               | 0-2           | 10 feb.       |

| andata (6ª) | andata (6ª) | 6ª giornata                 | ritorno (17ª) | ritorno (17ª) |
|             |             |                             |               |               |
| 3 nov.      | 1-1         | ChievoVerona Valpo-Sassuolo | 1-0           | 16 feb.       |
| 3 nov.      | 2-0         | Fiorentina-Tavagnacco       | 1-0           | 16 feb.       |
| 4 nov.      | 3-0         | Milan-Juventus              | 0-2           | 17 feb.       |
| 3 nov.      | 1-2         | Mozzanica-Florentia         | 2-0           | 16 feb.       |
| 3 nov.      | 2-1         | Pink Sport Time-Verona      | 2-1           | 16 feb.       |
| 3 nov.      | 3-0         | Roma-Orobica                | 3-2           | 16 feb.       |

| andata (5ª) | andata (5ª) | 5ª giornata                | ritorno (16ª) | ritorno (16ª) |
|             |             |                            |               |               |
| 27 ott.     | 1-2         | Florentia-Roma             | 1-3           | 9 feb.        |
| 27 ott.     | 1-1         | Juventus-Mozzanica         | 0-0           | 9 feb.        |
| 27 ott.     | 0-3         | Orobica-ChievoVerona Valpo | 1-3           | 9 feb.        |
| 27 ott.     | 0-2         | Sassuolo-Fiorentina        | 1-4           | 9 feb.        |
| 27 ott.     | 2-1         | Tavagnacco-Pink Sport Time | 0-0           | 9 feb.        |
| 28 ott.     | 0-1         | Verona-Milan               | 0-2           | 10 feb.       |

| andata (6ª) | andata (6ª) | 6ª giornata                 | ritorno (17ª) | ritorno (17ª) |
|             |             |                             |               |               |
| 3 nov.      | 1-1         | ChievoVerona Valpo-Sassuolo | 1-0           | 16 feb.       |
| 3 nov.      | 2-0         | Fiorentina-Tavagnacco       | 1-0           | 16 feb.       |
| 4 nov.      | 3-0         | Milan-Juventus              | 0-2           | 17 feb.       |
| 3 nov.      | 1-2         | Mozzanica-Florentia         | 2-0           | 16 feb.       |
| 3 nov.      | 2-1         | Pink Sport Time-Verona      | 2-1           | 16 feb.       |
| 3 nov.      | 3-0         | Roma-Orobica                | 3-2           | 16 feb.       |

| andata (7ª) | andata (7ª) | 7ª giornata              | ritorno (18ª) | ritorno (18ª) |
|             |             |                          |               |               |
| 17 nov.     | 1-1         | Florentia-Milan          | 0-1           | 17 mar.       |
| 17 nov.     | 5-0         | Juventus-Pink Sport Time | 3-1           | 16 mar.       |
| 18 nov.     | 0-2         | Orobica-Mozzanica        | 0-4           | 16 mar.       |
| 17 nov.     | 7-1         | Roma-ChievoVerona Valpo  | 5-0           | 16 mar.       |
| 17 nov.     | 1-1         | Tavagnacco-Sassuolo      | 1-1           | 16 mar.       |
| 17 nov.     | 2-6         | Verona-Fiorentina        | 0-3           | 16 mar.       |

| andata (8ª) | andata (8ª) | 8ª giornata                   | ritorno (19ª) | ritorno (19ª) |
|             |             |                               |               |               |
| 24 nov.     | 2-3         | ChievoVerona Valpo-Tavagnacco | 2-3           | 23 mar.       |
| 25 nov.     | 0-2         | Fiorentina-Juventus           | 0-1           | 24 mar.       |
| 24 nov.     | 3-1         | Milan-Orobica                 | 1-0           | 23 mar.       |
| 24 nov.     | 0-2         | Mozzanica-Roma                | 3-0           | 24 mar.       |
| 24 nov.     | 0-2         | Pink Sport Time-Florentia     | 0-3           | 23 mar.       |
| 24 nov.     | 4-1         | Sassuolo-Verona               | 3-2           | 23 mar.       |

| andata (7ª) | andata (7ª) | 7ª giornata              | ritorno (18ª) | ritorno (18ª) |
|             |             |                          |               |               |
| 17 nov.     | 1-1         | Florentia-Milan          | 0-1           | 17 mar.       |
| 17 nov.     | 5-0         | Juventus-Pink Sport Time | 3-1           | 16 mar.       |
| 18 nov.     | 0-2         | Orobica-Mozzanica        | 0-4           | 16 mar.       |
| 17 nov.     | 7-1         | Roma-ChievoVerona Valpo  | 5-0           | 16 mar.       |
| 17 nov.     | 1-1         | Tavagnacco-Sassuolo      | 1-1           | 16 mar.       |
| 17 nov.     | 2-6         | Verona-Fiorentina        | 0-3           | 16 mar.       |

| andata (8ª) | andata (8ª) | 8ª giornata                   | ritorno (19ª) | ritorno (19ª) |
|             |             |                               |               |               |
| 24 nov.     | 2-3         | ChievoVerona Valpo-Tavagnacco | 2-3           | 23 mar.       |
| 25 nov.     | 0-2         | Fiorentina-Juventus           | 0-1           | 24 mar.       |
| 24 nov.     | 3-1         | Milan-Orobica                 | 1-0           | 23 mar.       |
| 24 nov.     | 0-2         | Mozzanica-Roma                | 3-0           | 24 mar.       |
| 24 nov.     | 0-2         | Pink Sport Time-Florentia     | 0-3           | 23 mar.       |
| 24 nov.     | 4-1         | Sassuolo-Verona               | 3-2           | 23 mar.       |

| andata (9ª) | andata (9ª) | 9ª giornata                  | ritorno (20ª) | ritorno (20ª) |
|             |             |                              |               |               |
| 2 dic.      | 0-3         | Florentia-Fiorentina         | 2-4           | 31 mar.       |
| 1º dic.     | 4-0         | Juventus-Sassuolo            | 1-2           | 27 mar.       |
| 1º dic.     | 5-1         | Mozzanica-ChievoVerona Valpo | 2-2           | 30 mar.       |
| 1º dic.     | 1-1         | Orobica-Pink Sport Time      | 1-4           | 30 mar.       |
| 1º dic.     | 1-2         | Roma-Milan                   | 1-4           | 27 mar.       |
| 1º dic.     | 3-1         | Verona-Tavagnacco            | 0-1           | 27 mar.       |

| andata (10ª) | andata (10ª) | 10ª giornata              | ritorno (21ª) | ritorno (21ª) |
|              |              |                           |               |               |
| 15 dic.      | 6-0          | Fiorentina-Orobica        | 2-0           | 13 apr.       |
| 15 dic.      | 0-0          | Milan-Mozzanica           | 2-0           | 13 apr.       |
| 15 dic.      | 0-1          | Pink Sport Time-Roma      | 1-1           | 13 apr.       |
| 15 dic.      | 0-1          | Sassuolo-Florentia        | 1-1           | 13 apr.       |
| 16 dic.      | 0-2          | Tavagnacco-Juventus       | 0-5           | 14 apr.       |
| 15 dic.      | 9-3          | Verona-ChievoVerona Valpo | 1-0           | 13 apr.       |

| andata (9ª) | andata (9ª) | 9ª giornata                  | ritorno (20ª) | ritorno (20ª) |
|             |             |                              |               |               |
| 2 dic.      | 0-3         | Florentia-Fiorentina         | 2-4           | 31 mar.       |
| 1º dic.     | 4-0         | Juventus-Sassuolo            | 1-2           | 27 mar.       |
| 1º dic.     | 5-1         | Mozzanica-ChievoVerona Valpo | 2-2           | 30 mar.       |
| 1º dic.     | 1-1         | Orobica-Pink Sport Time      | 1-4           | 30 mar.       |
| 1º dic.     | 1-2         | Roma-Milan                   | 1-4           | 27 mar.       |
| 1º dic.     | 3-1         | Verona-Tavagnacco            | 0-1           | 27 mar.       |

| andata (10ª) | andata (10ª) | 10ª giornata              | ritorno (21ª) | ritorno (21ª) |
|              |              |                           |               |               |
| 15 dic.      | 6-0          | Fiorentina-Orobica        | 2-0           | 13 apr.       |
| 15 dic.      | 0-0          | Milan-Mozzanica           | 2-0           | 13 apr.       |
| 15 dic.      | 0-1          | Pink Sport Time-Roma      | 1-1           | 13 apr.       |
| 15 dic.      | 0-1          | Sassuolo-Florentia        | 1-1           | 13 apr.       |
| 16 dic.      | 0-2          | Tavagnacco-Juventus       | 0-5           | 14 apr.       |
| 15 dic.      | 9-3          | Verona-ChievoVerona Valpo | 1-0           | 13 apr.       |

| \| andata (11ª) \| andata (11ª) \| 11ª giornata \| ritorno (22ª) \| ritorno (22ª) \| \| \| \| \| \| \| \| 22 dic. \| 2-5 \| ChievoVerona Valpo-Milan \| 2-1 \| 20 apr. \| \| 22 dic. \| 2-3 \| Florentia-Tavagnacco \| 3-2 \| 20 apr. \| \| 22 dic. \| 5-1 \| Juventus-Verona \| 3-0 \| 20 apr. \| \| 22 dic. \| 1-0 \| Mozzanica-Pink Sport Time \| 3-2 \| 20 apr. \| \| 22 dic. \| 0-3 \| Orobica-Sassuolo \| 0-3 \| 20 apr. \| \| 23 dic. \| 0-0 \| Roma-Fiorentina \| 1-2 \| 20 apr. \| |              |                           |               |               |
| andata (11ª) | andata (11ª) | 11ª giornata              | ritorno (22ª) | ritorno (22ª) |
| |              |                           |               |               |
| 22 dic. | 2-5          | ChievoVerona Valpo-Milan  | 2-1           | 20 apr.       |
| 22 dic. | 2-3          | Florentia-Tavagnacco      | 3-2           | 20 apr.       |
| 22 dic. | 5-1          | Juventus-Verona           | 3-0           | 20 apr.       |
| 22 dic. | 1-0          | Mozzanica-Pink Sport Time | 3-2           | 20 apr.       |
| 22 dic. | 0-3          | Orobica-Sassuolo          | 0-3           | 20 apr.       |
| 23 dic. | 0-0          | Roma-Fiorentina           | 1-2           | 20 apr.       |

| andata (11ª) | andata (11ª) | 11ª giornata              | ritorno (22ª) | ritorno (22ª) |
|              |              |                           |               |               |
| 22 dic.      | 2-5          | ChievoVerona Valpo-Milan  | 2-1           | 20 apr.       |
| 22 dic.      | 2-3          | Florentia-Tavagnacco      | 3-2           | 20 apr.       |
| 22 dic.      | 5-1          | Juventus-Verona           | 3-0           | 20 apr.       |
| 22 dic.      | 1-0          | Mozzanica-Pink Sport Time | 3-2           | 20 apr.       |
| 22 dic.      | 0-3          | Orobica-Sassuolo          | 0-3           | 20 apr.       |
| 23 dic.      | 0-0          | Roma-Fiorentina           | 1-2           | 20 apr.       |

## Statistiche

### Squadre

#### Capoliste solitarie
|    | —— | —— | —— | ——    | ——    | ——    | ——    | ——    | ——       | ——       | ——       | ——       | ——       | ——       | ——       | ——       | ——       | ——       | ——       | ——       | ——       | —— |  |
|    |    |    |    | Milan | Milan | Milan | Milan | Milan | Juventus | Juventus | Juventus | Juventus | Juventus | Juventus | Juventus | Juventus | Juventus | Juventus | Juventus | Juventus | Juventus |    |  |
|    |    |    |    |       |       |       |       |       |          |          |          |          |          |          |          |          |          |          |          |          |          |    |  |
|    |    |    |    |       |       |       |       |       |          |          |          |          |          |          |          |          |          |          |          |          |          |    |  |
| 1ª | 2ª | 3ª | 4ª | 5ª    | 6ª    | 7ª    | 8ª    | 9ª    | 10ª      | 11ª      | 12ª      | 13ª      | 14ª      | 15ª      | 16ª      | 17ª      | 18ª      | 19ª      | 20ª      | 21ª      | 22ª      |    |  |

#### Classifica in divenire
|                    | 1ª | 2ª | 3ª | 4ª | 5ª | 6ª  | 7ª | 8ª | 9ª | 10ª | 11ª | 12ª | 13ª | 14ª | 15ª | 16ª | 17ª | 18ª | 19ª | 20ª | 21ª | 22ª |
|                    |    |    |    |    |    |     |    |    |    |     |     |     |     |     |     |     |     |     |     |     |     |     |
| ------------------ | -- | -- | -- | -- | -- | --- | -- | -- | -- | --- | --- | --- | --- | --- | --- | --- | --- | --- | --- | --- | --- | --- |
| ChievoVerona Valpo | 0  | 0* | 0  | 0  | 6* | 7   | 7  | 7  | 7  | 7   | 7   | 7   | 7   | 10  | 10  | 13  | 16  | 16  | 16  | 17  | 17  | 20  |
| Fiorentina         | 3  | 3  | 3* | 6  | 9  | 12  | 15 | 15 | 18 | 21  | 22  | 25  | 28  | 31  | 34  | 40* | 43  | 46  | 46  | 49  | 52  | 55  |
| Florentia          | 1  | 1  | 4  | 7  | 7  | 10  | 11 | 14 | 14 | 17  | 17  | 20  | 20  | 20  | 23  | 23  | 23  | 23  | 26  | 26  | 27  | 30  |
| Juventus           | 3  | 6  | 6* | 9  | 10 | 13* | 16 | 19 | 22 | 25  | 28  | 31  | 34  | 37  | 40  | 41  | 44  | 47  | 50  | 50  | 53  | 56  |
| Milan              | 3  | 6  | 7  | 10 | 13 | 16  | 17 | 20 | 23 | 24  | 27  | 30  | 30  | 33  | 36  | 39  | 39  | 42  | 45  | 48  | 51  | 51  |
| Mozzanica          | 0  | 0  | 3  | 3  | 4  | 4   | 7  | 7  | 10 | 11  | 14  | 14  | 15  | 16  | 19  | 20  | 23  | 26  | 29  | 30  | 30  | 33  |
| Orobica            | 0  | 0* | 0  | 0  | 3* | 3   | 3  | 3  | 4  | 4   | 4   | 5   | 5   | 5   | 5   | 5   | 5   | 5   | 5   | 5   | 5   | 5   |
| Pink Sport Time    | 0  | 0  | 0  | 0  | 0  | 3   | 3  | 3  | 4  | 4   | 4   | 4   | 7   | 7   | 7   | 8   | 11  | 11  | 11  | 14  | 15  | 15  |
| Roma               | 0  | 0* | 0  | 0  | 3  | 7*  | 10 | 13 | 13 | 16  | 17  | 20  | 23  | 26  | 26  | 29  | 32  | 35  | 35  | 35  | 36  | 36  |
| Sassuolo           | 3  | 6  | 7  | 10 | 10 | 11  | 12 | 15 | 15 | 15  | 18  | 18  | 19  | 19  | 19* | 19  | 19  | 23* | 26  | 29  | 30  | 33  |
| Tavagnacco         | 3  | 3* | 3  | 3  | 6  | 7*  | 8  | 11 | 11 | 11  | 14  | 15  | 15  | 16  | 16  | 17  | 17  | 18  | 21  | 24  | 24  | 24  |
| Verona             | 1  | 1  | 4  | 7  | 7  | 7   | 7  | 7  | 10 | 13  | 13  | 13  | 16  | 16  | 16  | 16  | 16  | 16  | 16  | 16  | 19  | 19  |

* NOTA: l'asterisco è presente sia in corrispondenza del turno che è stato rinviato o sospeso, sia di quello immediatamente successivo al recupero, segnalando che, nella stessa giornata successiva al recupero, la formazione dispone di un punteggio maggiore. L'asterisco non compare quando la squadra è uscita sconfitta dal recupero (né in corrispondenza del rinvio, né per il recupero stesso).

### Individuali

#### Classifica marcatrici
Dati estratti dal sito ufficiale FIGC
| Gol | Rigori |  | Giocatore                 | Squadra            |
| --- | ------ |  | ------------------------- | ------------------ |
| 21  |        |  | Valentina Giacinti        | Milan              |
| 17  | 3      |  | Daniela Sabatino          | Milan              |
| 14  |        |  | Eniola Aluko              | Juventus           |
| 13  |        |  | Barbara Bonansea          | Juventus           |
| 13  |        |  | Cristiana Girelli         | Juventus           |
| 13  |        |  | Stefania Tarenzi          | ChievoVerona Valpo |
| 12  |        |  | Lana Clelland             | Fiorentina         |
| 12  |        |  | Ilaria Mauro              | Fiorentina         |
| 11  |        |  | Tatiana Bonetti           | Fiorentina         |
| 11  |        |  | Deborah Salvatori Rinaldi | Florentia          |
| 11  | 3      |  | Annamaria Serturini       | Roma               |
| 10  |        |  | Alia Guagni               | Fiorentina         |
| 8   |        |  | Dessislava Eva Dupuy      | Verona             |
| 8   | 1      |  | Claudia Ferrato           | Sassuolo           |
| 8   | 1      |  | Maegan Kelly              | Mozzanica          |